# Skandi Búzios
Le PLSV Skandi Búzios  (Pipe Lay Support Vessel) est un navire de service polyvalent pour les travaux offshore appartenant à la compagnie norvégienne DOF ASA et opérant pour l'entreprise offshore du secteur de l'énergie TechnipFMC en tant que navire poseur de canalisations (Pipe-laying ship en anglais). Il navigue sous pavillon de la Norvège du port d'attache de Bergen. Il est, depuis sa mise en fonction, employé par la compagnie brésilienne Petrobras.

## Caractéristiques
Le navire a été construit au chantier naval roumain et Vard Tulcea, et  norvégien de Vard Søviknes à Søvik (à quelques kilomètres d'Alesund, tous deux maintenant sous le nom de Vard Group. Le navire est capable de travaux de construction et de pose de tuyaux flexibles d'un diamètre de 50 à 630 mm à des profondeurs allant jusqu'à 3.000 mètres. Sa grue principale a une capacité de 50 tonnes, et la tour inclinable offre une tension maximale de 650 tonnes, tandis que les travaux sont effectués à travers une trappe centrale (moonpool) mesurant 7,2x9,1 mètres. Il est aussi équipé de diverses grues de pont (5, 10 et 15 tonnes).
Son pont de travail de 3.000 m² peut recevoir, une charge maximale de 10 tonnes/m². Il transporte deux carrousels de 1.500 et 2.500 tonnes chacun. nIl est équipé, sous hangar, de deux sous-marins télécommandés de travail (WROV)  capables d'effectuer des tâches à des profondeurs allant jusqu'à 3.000 mètres.
Le déplacement sur zone de chantier s'effectue à une vitesse maximale élevée de 12 nœuds et la précision de positionnement sur zone de travail est assurée par le système de positionnement dynamique DP3. Il y a des cabines à bord pour 120 personnes. La livraison du personnel et des marchandises peut être effectuée à l'aide d'une hélisurface de 21 m² conçu pour recevoir des hélicoptères de type Sikorsky S-92.

## Galerie

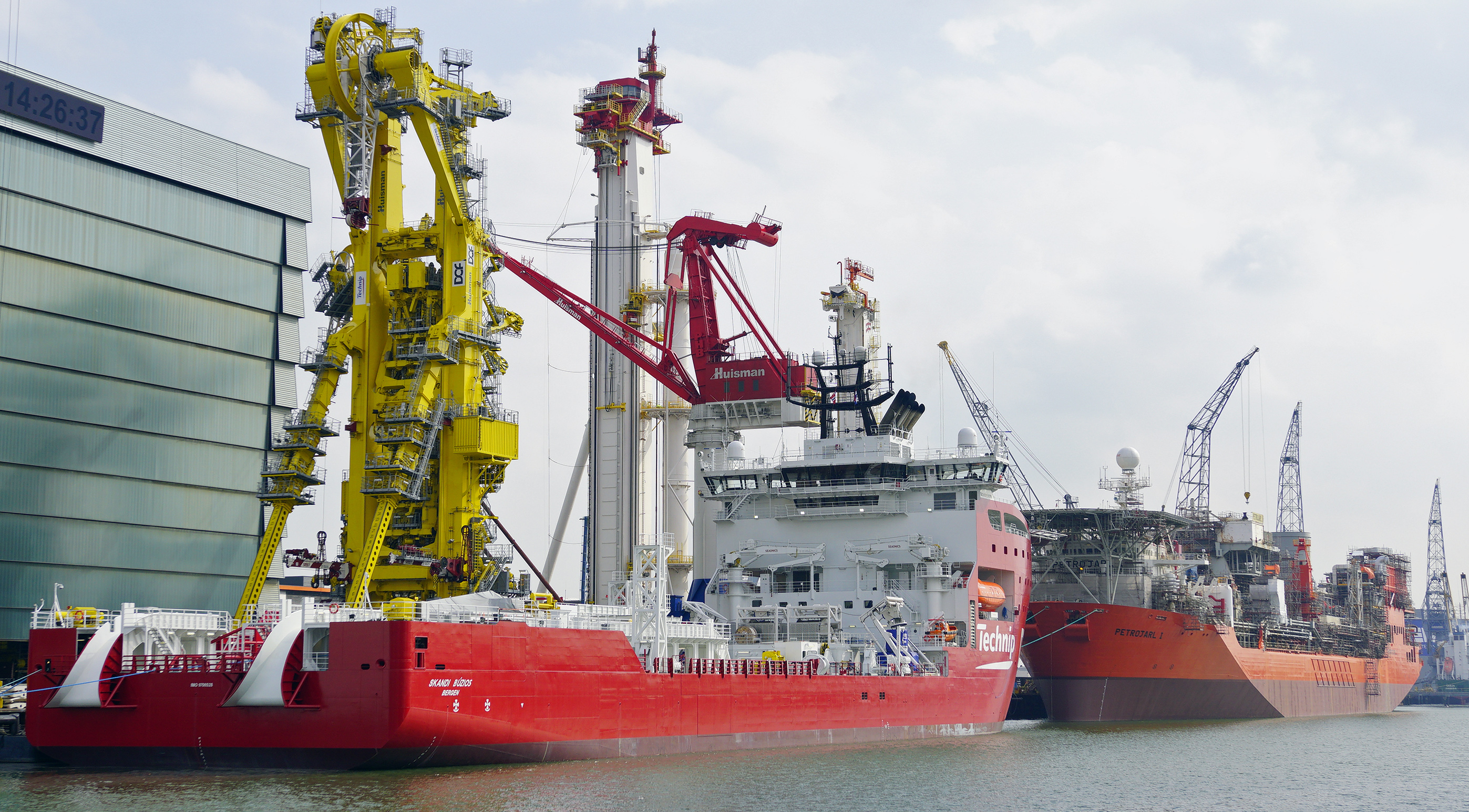
Skandi Buzios en 2016

### Articles externes
- Skandi Buzios - Site marinetraffic
- Skandi Buzios - Site mer & marine
- Skandi Buzios - DOF ASA
- Flotte de TechnipFMC - Site TechnipFMC